# Arthur Leroy
Pour les articles homonymes, voir Leroy.
Arthur Leroy, né le 8 juillet 1828 à Châtillon-sur-Seine (Côte-d'Or) et mort le 27 mars 1909 à Paris, est un homme politique français.

## Biographie
Ancien élève de l'École d'administration, avoué, il est conseiller municipal de Châtillon-sur-Seine en 1860 et maire de 1865 à 1870. Après le 4 septembre 1870, il est sous-préfet et le reste jusqu'en avril 1871. Il est alors élu conseiller général du canton de Châtillon-sur-Seine. Il est député de la Côte-d'Or de 1877 à 1902, siégeant à gauche, au groupe de l'Union républicaine. 
Sa fille Jeanne se marie avec Victor Lesaché.

## Sources
- « Arthur Leroy », dans Adolphe Robert et Gaston Cougny, Dictionnaire des parlementaires français, Edgar Bourloton, 1889-1891 [détail de l’édition]
- « Arthur Leroy », dans le Dictionnaire des parlementaires français (1889-1940), sous la direction de Jean Jolly, PUF, 1960 [détail de l’édition]